# Jean Colombain
Jean Colombain (Maastricht, 7 oktober 1950) is een voormalig Nederlands voetballer. Hij speelde in het Nederlandse betaalde voetbal voor MVV en Fortuna SC. In het buitenland kwam hij uit voor Seiko Hong Kong en de Belgische clubs KFC Turnhout en Bilzerse VV.

## Loopbaan

### Beginjaren
Hij begon bij de pupillen van Willem I in zijn geboorteplaats Maastricht. Op zijn veertiende stapte hij over naar stadgenoot Standaard. Daar debuteerde hij op zijn zestiende in het eerste elftal. Na vier jaar bij Standaard vertrok hij naar Heer waarmee hij in zijn eerste seizoen 1969/70 kampioen werd in de tweede klasse. Heer promoveerde naar de eerste klasse, in die tijd het hoogste amateurniveau. 
Hij kwam in de belangstelling van MVV en mocht in mei 1971 als proefspeler mee naar Schotland. Hij debuteerde voor MVV in het openingsduel van het seizoen 1971/72. De Maastrichtse club won op 15 augustus 1971 de uitwedstrijd tegen PSV met 0-1. Linksachter Colombain speelde als nieuwkomer tegen rechtsbuiten Bent Schmidt Hansen.  

### Weg bij MVV
Na vier seizoenen verruilde hij MVV voor het Belgische KFC Turnhout. De voetbalbeleving in België beviel hem niet en hij besloot na een jaar terug te keren naar Nederland. Hij ging aan de slag bij Fortuna SC. MVV deed een vergeefse poging om hem terug te halen. Door zijn felle spel incasseerde hij bij Fortuna SC geregeld gele en rode kaarten.

### Terug bij MVV
In december 1979 keerde hij toch terug naar MVV. Hij vierde zijn rentree met een doelpunt op 9 december 1979 in de thuiswedstrijd tegen Go Ahead Eagles (3-3). Na anderhalf jaar moest hij vertrekken bij de Maastrichtse club. Het leidde in augustus 1981 tot een rechtszaak over de transfersom die MVV opeiste.

### Naar Hong Kong
Colombain wilde gaan voetballen bij Seiko in Hong Kong. Naast George Knobel, zijn oud-trainer bij MVV, telde Seiko enkele Nederlandse voetballers zoals Theo de Jong, Gerrie Mühren en Joop Wildbret. Zo lang de overgang niet rond was, trainde hij bij amateurclub Heer. In oktober 1981 kwam hij drie duels uit voor Heer in de hoofdklasse. Een maand later kwam groen licht voor de overeenkomst met Seiko. Na afloop van het seizoen, in mei 1982, kwam hij terug uit Hong Kong. Er was sprake van een overgang naar N.E.C. maar er kwam geen toestemming van Seiko.

### Einde profbestaan
Een mogelijke terugkeer naar Seiko was van de baan vanwege een overschot aan buitenlandse voetballers. Bovendien kampte hij met een schouderblessure die hij in Hong Kong had opgelopen. De clubloze Colombain meldde zich bij amateurvereniging WVV '28.
Medio 1983 vond hij voor een kortere periode onderdak in België bij Bilzerse VV. In het seizoen 1984/85 ging hij voetballen voor vierdeklasser FC Vinkenslag waar voormalig MVV-speler en -coach André Maas de trainer was.  Colombain werd met Vinkenslag twee keer op rij kampioen. In december 1986 liep hij op de training een beenbreuk op en kwam op 36-jarige leeftijd een einde aan zijn voetballoopbaan.

### Statistieken
| Seizoen | Club            | Land      | Competitie            | Duels | Goals |
| ------- | --------------- | --------- | --------------------- | ----- | ----- |
| 1971/72 | MVV             | Nederland | Eredivisie            | 29    | 0     |
| 1972/73 | MVV             | Nederland | Eredivisie            | 31    | 1     |
| 1973/74 | MVV             | Nederland | Eredivisie            | 26    | 1     |
| 1974/75 | MVV             | Nederland | Eredivisie            | 26    | 2     |
| 1975/76 | KFC Turnhout    | België    | Tweede klasse         | ?     | ?     |
| 1976/77 | Fortuna SC      | Nederland | Eerste divisie        | 32    | 4     |
| 1977/78 | Fortuna SC      | Nederland | Eerste divisie        | 30    | 4     |
| 1978/79 | Fortuna SC      | Nederland | Eerste divisie        | 34    | 1     |
| 1979/80 | Fortuna SC      | Nederland | Eerste divisie        | 14    | 1     |
| 1979/80 | MVV             | Nederland | Eredivisie            | 13    | 2     |
| 1980/81 | MVV             | Nederland | Eredivisie            | 28    | 0     |
| 1981/82 | Seiko Hong Kong | Hong Kong | First Division League | ?     | ?     |
| Totaal  | Totaal          | Totaal    | Totaal                | 263   | 16    |